# La Paisanita

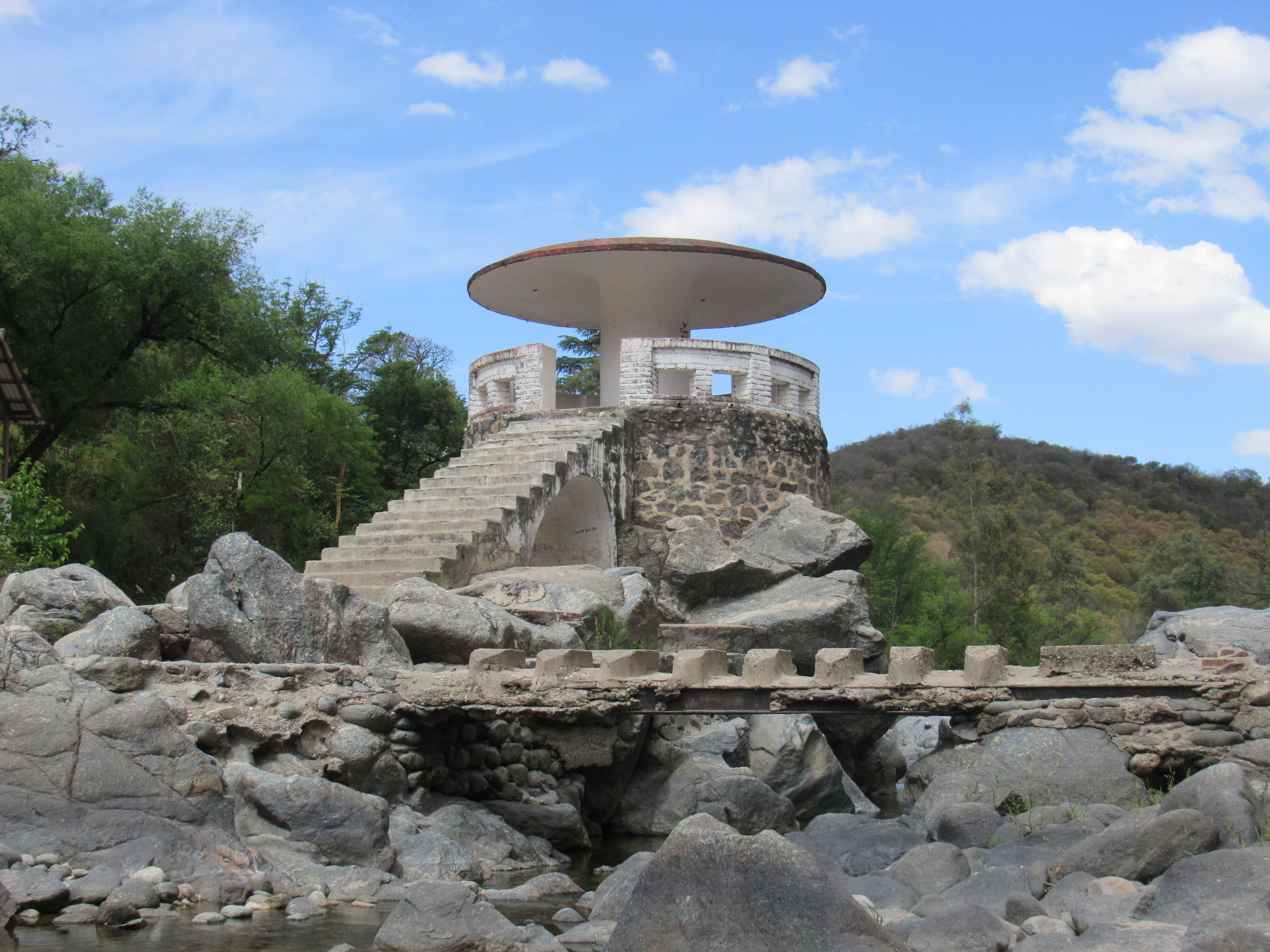
Balneário El Hongo, La Paisanita, Córdoba, Argentina

La Paisanita é um município da província de Córdova, na Argentina.